# Gestión de la información
No confundir con Gestión de contenido empresarial o Gestión del conocimiento.
Gestión de la Información (GI) se refiere a un ciclo de actividad organizacional y al desarrollo, simulación o modelado de sistemas de información, aplicables a áreas de gestión en organizaciones para la adquisición de información de una o más fuentes, la custodia y la distribución de esa información a aquellos que la necesitan, y su disposición final a través del archivado o borrado. 
Este ciclo de implicación organizacional con la información implica a una variedad de partes interesadas, incluyendo las que son responsables de asegurar la calidad, la accesibilidad y la utilidad de la información adquirida; los responsables de su almacenamiento y eliminación seguros; y los que lo necesitan para tomar decisiones. Los interesados podrían tener derecho a originar, cambiar, distribuir o eliminar información de acuerdo con las políticas de gestión de la información organizativa. 
La gestión de la información abarca todos los conceptos genéricos de la gestión, incluyendo la planificación, organización, estructuración, procesamiento, control, evaluación y presentación de informes de actividades de información, todo lo cual es necesario para satisfacer las necesidades de aquellos con roles o funciones organizacionales que dependen de la información. Estos conceptos genéricos permiten que la información sea presentada a la audiencia o al grupo correcto de personas. Después de que los individuos sean capaces de poner esa información a utilizar, entonces gana más valor. 
La gestión de la información está estrechamente relacionada con la gestión de datos, sistemas, tecnología, procesos y – donde la disponibilidad de información es crítica para el éxito organizacional – estrategia. Esta visión amplia del ámbito de la gestión de la información contrasta con la visión anterior, más tradicional, de que el ciclo de vida de la gestión de la información es un asunto operacional que requiere procedimientos específicos, capacidades organizativas y normas que tratan con información como un producto o un servicio. 

## Historia

### Ideas emergentes de la gestión de datos
En la década de 1970, la gestión de la información en gran medida se refería a lo que ahora se denomina gestión de datos: tarjetas perforadas, cintas magnéticas y otros medios de mantenimiento de registros, que implican un ciclo de vida de tales formatos que requieren origen, distribución, respaldo, mantenimiento y eliminación. En este momento el enorme potencial de la tecnología de la información comenzó a ser reconocido: por ejemplo un solo chip que almacenaba un libro entero, o el correo electrónico que movía mensajes al instante alrededor del mundo, ideas notables en ese momento. Con la proliferación de las tecnologías de la información y el alcance extendido de los sistemas de información en los años ochenta y noventa, la gestión de la información tomó una nueva forma. Las empresas progresistas como British Petroleum transformaron el vocabulario de lo que entonces era "IT Management", de modo que "analistas de sistemas" se convirtieron en "analistas de negocios", "monopolio de suministro" se convirtió en una mezcla de "Insourcing" y "outsourcing", y la gran función se transformó en "equipos lean" que empezaron a permitir cierta agilidad en los procesos que aprovechan la información para beneficio del negocio. El alcance del interés de la alta gerencia en British Petroleum se extendió desde la creación de valor a través de procesos comerciales mejorados, basados en la gestión efectiva de la información, permitiendo la implementación de sistemas de información apropiados (o "aplicaciones") que operaban en infraestructura de TI que fue subcontratado. De esta manera, la gestión de la información ya no era un trabajo simple que podría ser realizado por cualquier persona que no tenía nada más que hacer, se convirtió en altamente estratégico y un asunto de atención a la alta dirección. Una comprensión de las tecnologías involucradas, la capacidad de gestionar los proyectos de sistemas de información y el cambio de negocio bien, y la voluntad de alinear la tecnología y las estrategias de negocio todo se hizo necesario.

### Posicionamiento de la gestión de la información en el cuadro mayor
En el período transitorio que conduce a la visión estratégica de la gestión de la información, Venkatraman (un fuerte defensor de este proceso de transición y transformación, ofreció una simple disposición de ideas que sucintamente trajeron la gestión de datos, la gestión de la información y la gestión del conocimiento (véase la figura)) argumentaron que:
- Los datos que se mantienen en la infraestructura de TI tienen que ser interpretados para renderizar información.
- La información en nuestros sistemas de información debe ser entendida para emerger como conocimiento.
- El conocimiento permite a los gerentes tomar decisiones efectivas.
- Las decisiones eficaces tienen que conducir a acciones apropiadas.
- Se espera que las acciones apropiadas proporcionen resultados significativos.

Esto a menudo se conoce como el modelo DICAR: Datos, Información, Conocimiento, Acción y Resultado, da una pista fuerte en cuanto a las capas implicadas en alinear tecnología y estrategias organizativas, y puede ser visto como momento crucial en cambiar actitudes a la gerencia de la información. El reconocimiento de que la gestión de la información es una inversión que debe aportar resultados significativos es importante para todas las organizaciones modernas que dependen de la información y de la buena toma de decisiones para su éxito.

## Antecedentes teóricos

### Teorías conductuales y organizacionales
Se cree comúnmente que la buena gestión de la información es crucial para el buen funcionamiento de las organizaciones, y aunque no existe una teoría comúnmente aceptada de la gestión de la información per se, las teorías conductuales y organizativas ayudan. Después de la teoría de la ciencia del comportamiento de la gerencia, desarrollada principalmente en la Universidad de Carnegie Mellon y apoyado prominente por March y Simon, la mayor parte de lo que sucede en organizaciones modernas es realmente dirección de la información y toma de decisión. Un factor crucial en el manejo de la información y la toma de decisiones es la capacidad de un individuo para procesar información y tomar decisiones bajo limitaciones que puedan derivarse del contexto: la edad de una persona, la complejidad situacional, o la falta de calidad requerida en la información que está a la mano – todo lo cual se ve exacerbado por el rápido avance de la tecnología y los nuevos tipos de sistemas que permite, especialmente porque la web social emerge como un fenómeno que las empresas no pueden ignorar. Y, sin embargo, mucho antes de que hubiera un reconocimiento general de la importancia de la gestión de la información en las organizaciones, March y Simon argumentaban que las organizaciones tienen que ser consideradas como sistemas cooperativos, con un alto nivel de procesamiento de la información y una vasta necesidad de tomar decisiones a varios niveles. En vez de utilizar el modelo del "hombre económico", según lo preconizado en teoría clásica propusieron a "hombre administrativo" como alternativa, basado en su argumentación sobre los límites cognoscitivos de la racionalidad. Además, propusieron la noción de satisfacción, que implica buscar a través de las alternativas disponibles hasta que se cumpla un umbral de aceptabilidad-otra idea que todavía tiene moneda.

### Teoría económica
Además de los factores organizativos mencionados en March y Simon, hay otras cuestiones que surgen de la dinámica económica y medioambiental. Existe el costo de recolectar y evaluar la información necesaria para tomar una decisión, incluyendo el tiempo y esfuerzo requeridos. El costo de transacción asociado con los procesos de información puede ser alto. En particular, las normas y procedimientos organizacionales establecidos pueden impedir la toma de la decisión más apropiada, lo que conduce a resultados subóptimos. Este es un tema que se ha presentado como un problema importante con las organizaciones burocráticas que pierden las economías de cambio estratégico debido a actitudes arraigadas.

## Gestión estratégica de la información

### Antecedentes
Según la escuela Carnegie Mellon, la capacidad de la organización para procesar la información es el núcleo de la competencia organizacional y de gestión, y las estrategias de una organización deben estar diseñadas para mejorar la capacidad de procesamiento de la información y como los sistemas de información que proporcionan esa capacidad se formalizaron y automatizaron, las competencias fueron rigurosamente probadas a muchos niveles. Se reconoció que las organizaciones debían poder aprender y adaptarse de maneras que nunca fueron tan evidentes antes y los académicos empezaron a organizar y publicar obras definitivas sobre la gestión estratégica de la información y los sistemas de información. Concurrentemente, las ideas de la gerencia de proceso del negocio y la gerencia del conocimiento aunque mucho del pensamiento temprano optimista sobre el rediseño del proceso del negocio se ha desacreditado desde entonces en la literatura de la gerencia de información. En el campo de los estudios estratégicos, se considera de la máxima prioridad la comprensión del entorno de información, concebido como el agregado de individuos, organizaciones y sistemas que recolectan, procesan, difunden o actúan sobre la información. Este entorno consta de tres dimensiones interrelacionadas que interactúan continuamente con individuos, organizaciones y sistemas. Estas dimensiones son las físicas, informativas y cognitivas.

### Alineación de la tecnología y la estrategia empresarial con la gestión de la información
Venkatraman ha proporcionado una visión simple de las capacidades necesarias de una organización que desea administrar bien la información – el modelo DICAR (véase más arriba). También trabajó con otros para entender cómo se podrían alinear adecuadamente las estrategias tecnológicas y de negocios para identificar las capacidades específicas que se necesitan. Este trabajo fue paralelo a por otros escritores en el mundo de la consulta, práctica y academia.

### Un modelo de portafolio contemporáneo para la información
Bytheway ha recopilado y organizado herramientas y técnicas básicas para la gestión de la información en un solo volumen. En el centro de su visión de la gestión de la información se encuentra un modelo de cartera que tiene en cuenta el creciente interés por las fuentes externas de información y la necesidad de organizar la información no estructurada externa para que sea útil (ver la figura).

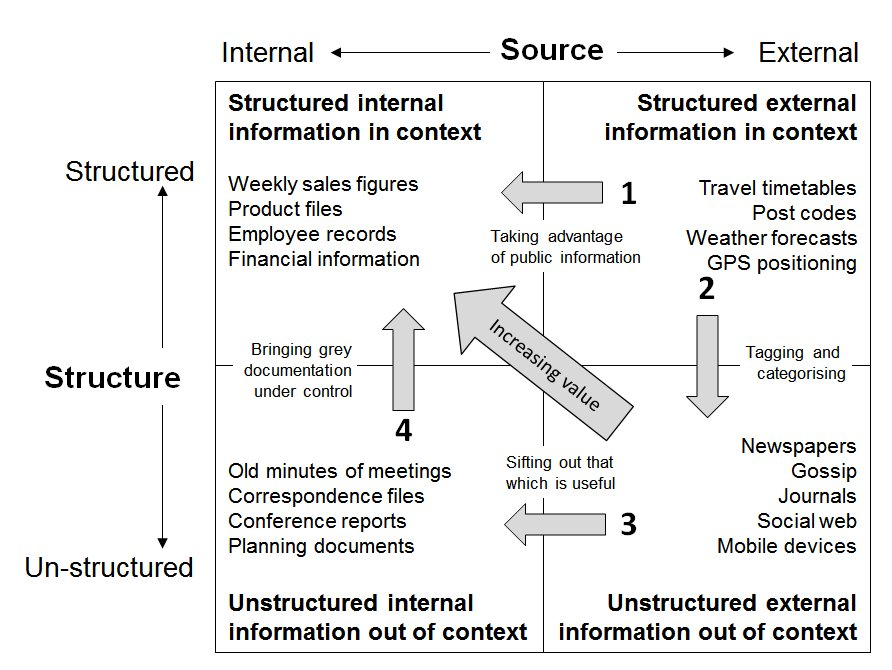
Este modelo de cartera organiza cuestiones de abastecimiento interno y externo y gestión de la información, que pueden ser estructuradas o no estructuradas.

Una cartera de información como esta muestra cómo la información puede ser recopilada y organizada de manera útil, en cuatro etapas:
Etapa 1: Aprovechamiento de la información pública: reconocer y adoptar esquemas externos bien estructurados de datos de referencia, tales como códigos postales, datos meteorológicos, datos de posicionamiento GPS y horarios de viaje, ejemplificados en la prensa de cómputo personal.
Etapa 2: Etiquetado del ruido en la World Wide Web: utilice esquemas existentes como códigos postales y datos GPS o más típicamente agregando "etiquetas" o construya una ontología formal que proporcione estructura. Shirky ofrece una visión general de estos dos enfoques.
Etapa 3: Tamizado y análisis: en el mundo más amplio las ontologías generalizadas que se están desarrollando se extienden a centenares de entidades y centenares de relaciones entre ellas y proporcionan los medios para obtener significado a partir de grandes volúmenes de datos. Las bases de datos estructuradas funcionan mejor cuando esa estructura refleja un modelo de información de nivel más alto: una ontología o un modelo de entidad-relación.
Etapa 4: Estructuración y archivo: con el gran volumen de datos disponibles de fuentes como la web social y de los sistemas de telemetría en miniatura utilizados en la gestión de la salud personal, nuevas formas de archivar y luego rastrear datos para obtener información significativa. Los métodos de reducción de mapas, originados por la programación funcional, son una forma más reciente de obtener información de grandes conjuntos de datos de archivo que se está volviendo interesante para las empresas habituales que tienen recursos de información muy grandes para trabajar, pero requiere avanzadas recursos multi-procesador.

### Competencias para gestionar bien la información
El Cuerpo de Conocimientos de Gestión de la Información (IMBOK, por sus siglas en inglés) se hizo disponible en la World Wide Web en 2004 y se propone demostrar que las competencias de gestión necesarias para obtener beneficios reales de una inversión en información son complejas y de varias capas. El modelo marco que es la base para entender las competencias comprende seis áreas de "conocimiento" y cuatro áreas de "proceso":

#### Las áreas de conocimiento de gestión de la información
El IMBOK se basa en el argumento de que existen seis áreas de competencia de gestión requeridas, dos de las cuales ("gestión de procesos de negocios" y "gestión de información empresarial") están estrechamente relacionadas.
- Tecnología de la información: El ritmo de cambio de tecnología y la presión para adquirir constantemente los productos tecnológicos más novedosos pueden socavar la estabilidad de la infraestructura que soporta los sistemas y, por lo tanto, optimizar los procesos del negocio y ofrece ventajas. Es necesario gestionar el "lado de la oferta" y reconocer que la tecnología se está convirtiendo cada vez más en una mercancía.[32]
- Sistema de información: Mientras que históricamente los sistemas de información fueron desarrollados internamente, a lo largo de los años ha llegado a ser posible adquirir la mayoría de los sistemas de software que una organización necesita de la industria del paquete de software. Sin embargo, todavía existe la posibilidad de una ventaja competitiva a partir de la implementación de nuevas ideas de sistemas que entreguen a las intenciones estratégicas de las organizaciones.[4]
- Procesos de negocio e información de negocios: Los sistemas de información se aplican a los procesos del negocio para mejorarlos, y aportan datos al negocio que se vuelve útil como información de negocio. La gestión de procesos de negocio sigue siendo considerada como una idea relativamente nueva porque no se adopta universalmente y ha sido difícil en muchos casos; la gestión de la información empresarial es aún más un desafío.[33][34]
- Beneficio de negocio: ¿Cuáles son los beneficios que estamos buscando? Es necesario no sólo ser brutalmente honesto acerca de lo que se puede lograr, sino también asegurar la gestión activa y la evaluación de la prestación de beneficios. Desde el surgimiento y la popularización del Balanced Scorecard[35] ha habido un gran interés en la gestión del desempeño empresarial, pero no se ha hecho mucho esfuerzo para relacionar la gestión del desempeño empresarial con los beneficios de la tecnología de la información inversiones y la introducción de nuevos sistemas de información hasta el cambio de milenio.[25]
- Estrategia de negocios: aunque muy lejos de las cotidiano cuestiones de gestión de la información en las organizaciones, la estrategia en la mayoría de las organizaciones simplemente debe ser informada por las oportunidades de tecnología de la información y sistemas de información, ya sea para abordar los pobres rendimiento o para mejorar la diferenciación y la competitividad. Las herramientas de análisis estratégico, como la cadena de valor y el análisis de factor crítico de éxito, dependen directamente de la debida atención a la información que es (o podría ser) administrada.[4]

#### Los procesos de gestión de la información
Incluso con la capacidad y la competencia completas dentro de las seis áreas del conocimiento, se discute que las cosas puedan todavía ir mal. El problema radica en la migración de ideas y el valor de la gestión de la información de un área de competencia a otra. Resumiendo lo que Bytheway explica con cierto detalle (y respaldado por referencias secundarias seleccionadas):
- Proyectos: La tecnología de la información es sin valor hasta que se diseña en sistemas de información que satisfagan las necesidades del negocio por medio de la buena gestión de proyectos.[37]
- Cambio de negocio: los mejores sistemas de información tienen éxito en la entrega de beneficios a través del logro del cambio dentro de los sistemas de negocio, pero la gente no aprecia el cambio que hace nuevas demandas sobre sus habilidades en las maneras que los nuevos sistemas de información hacen a menudo. Contrariamente a las expectativas comunes, hay algunas pruebas de que el sector público ha logrado un cambio de negocio inducido por la tecnología de la información.[38]
- Operaciones de negocio: Con nuevos sistemas en el lugar, con procesos de negocio e información de negocio mejorada, y con el personal finalmente listo y capaz de trabajar con nuevos procesos, entonces el negocio puede llegar a trabajar, incluso cuando los nuevos sistemas se extienden mucho más allá de los límites de un solo negocio.[39]
- Gestión del desempeño: Las inversiones ya no son solamente sobre los resultados financieros, el éxito financiero debe ser equilibrado con la eficiencia interna, la satisfacción del cliente, y con el aprendizaje y desarrollo organizacional.[35]

### Resumen
Siempre hay muchas maneras de ver un negocio, y el punto de vista de gestión de la información es sólo una manera. Es importante recordar que otras áreas de la actividad empresarial también contribuirán a la estrategia – no es sólo una buena gestión de la información la que mueve un negocio hacia adelante. El gobierno corporativo, la gestión de recursos humanos, el desarrollo de productos y la comercialización tendrán un papel importante que desempeñar de manera estratégica, y no debemos ver un solo dominio de la actividad como única fuente de éxito estratégico. Por otro lado, el gobierno corporativo, la gestión de los recursos humanos, el desarrollo de productos y el marketing dependen de una gestión eficaz de la información, y así, en el análisis final, nuestra competencia para gestionar bien la información, sobre la base amplia que se ofrece aquí, se puede decir que es predominante.

## Operacionalizar la gestión de la información

### Gestionar el cambio requerido
Las organizaciones a menudo se enfrentan a muchos desafíos y problemas de gestión de la información a nivel operacional, especialmente cuando se engendra un cambio organizativo. La novedad de las nuevas arquitecturas de sistemas y la falta de experiencia con los nuevos estilos de gestión de la información requiere un nivel de gestión del cambio organizacional que es notoriamente difícil de entregar. Como resultado de una renuencia general de la organización a cambiar, de permitir nuevas formas de gestión de la información, podría haber (por ejemplo): un déficit en los recursos requeridos, un incumplimiento de las nuevas clases de información y los nuevos procedimientos que los utilizan, la falta de apoyo de la alta dirección conduce a una pérdida de la visión estratégica, e incluso a una maniobra política que socava el funcionamiento de toda la organización. Sin embargo, la aplicación de nuevas formas de gestión de la información debería conducir normalmente a beneficios operacionales.

### Los primeros trabajos de Galbraith
En el trabajo temprano, tomando una visión de procesamiento de la información del diseño de la organización, Jay Galbraith ha identificado cinco áreas tácticas para aumentar la capacidad de procesamiento de información y reducir la necesidad de procesamiento de información.
- Desarrollar, implementar y monitorear todos los aspectos del "medio ambiente" de una organización.
- Creación de recursos flojos con el fin de disminuir la carga sobre la jerarquía general de los recursos y reducir el procesamiento de la información relacionada con la sobrecarga.
- Creación de tareas autónomas con límites definidos y que puedan lograr el cierre adecuado, y con todos los recursos a mano necesarios para realizar la tarea.
- Reconocimiento de las relaciones laterales que atraviesan unidades funcionales, con el fin de mover el poder de decisión al proceso en lugar de fragmentarlo dentro de la jerarquía.
- Inversión en sistemas de información verticales que enrutan flujos de información para una tarea específica (o conjunto de tareas) de acuerdo con la lógica de negocio aplicada.

### La organización matricial
El concepto de relaciones laterales conduce a una forma organizativa que es diferente de la jerarquía simple, la "organización matricial". Esto reúne la visión vertical (jerárquica) de una organización y la visión horizontal (producto o proyecto) de la obra que hace visible al mundo exterior. La creación de una organización matricial es una respuesta de gestión a una fluidez persistente de la demanda externa, evitando la múltiples y las respuestas falsas a las demandas episódicas que tienden a ser tratadas individualmente.